# 西殿塚古墳
西殿塚古墳（日语：／ Nishitonotsukakofun/Nishitonodukakofun）是位於日本奈良縣天理市中山町的一座前方後圓墳，雖然實際被葬者不明，但是宮內廳認為是第26代繼體天皇皇后手白香皇女的陵墓，並且稱為衾田陵，歷史學界則推測為接替卑彌呼成為邪馬台國女王的臺與之墓。

## 概要
古墳是位於天理市南部的大和古墳群中規模最大的，由於與《延喜式》記載位於山邊郡的手白香皇女的陵墓衾田陵一致，而由宮內廳指定為其陵墓。然而，古墳有著與箸墓古墳同樣有吉備風的特殊器台置於後圓部分、加上埴輪和墳丘的形態推斷，有些學者認為古墳是接著箸墓古墳後的大王墓，由此推測建於古墳時代初期（3世紀後半至4世紀初）。根據此說法，建造時期與手白香皇女的生卒年份便有出入，對此部分學者認為依照《延喜式》山邊郡說法而又建於6世紀的話，只可能是西山塚古墳。
另外，由於衾田陵與崇神天皇陵均由同一守墓人看守，因此有些說法指古墳可能是崇神天皇陵，也有觀點認為由於箸墓古墳的被葬者是卑彌呼，因此古墳的被葬者可能是接任其出任女王的臺與。
古墳現在由宮內廳負責管理，禁止學者和平民進入，2012年時遭到盜墓。

## 結構
古墳建於龍王山的斜坡，呈橫向，前方部分位於南面，後圓部分位於北面。
墳丘長234米，後圓部分的直徑135米，前方部分闊118米，由三層葺石組成，後圓部分是圓形，前方部分則是撥形，雖然是分層式建築，但是由於前方部分的中間細部消失而無法與後圓部分連上，也發現了葺石和圓筒埴輪。
特徵來說，古墳的後圓部分墳頂建有邊長35米，高2.6米的正方形壇，前方部分也有同樣但較小，邊長22米，高2.2米的由石堆成的壇。因此，有些說法認為各有不同的人物葬於後圓部分和前方部分。方形壇用於在埋葬死者後建造更大的祭壇，這是箸墓古墳的沒有的，因此設置祭壇來說古墳算是較早的一處。

## 出土文物
1988年，在宮內廳的報告中，古墳出土了特殊器台和特殊壺。1993年則出土了開口部分直徑50米至70米的大型品有黑斑和有段口緣器台型埴輪和最古都月型圓筒埴輪，亦發現了壺形埴輪。